# Organización de Pioneros

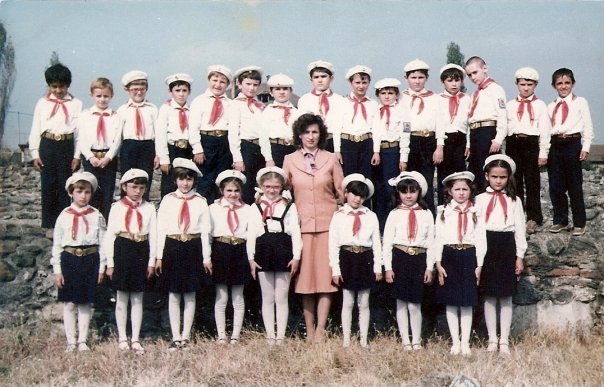
Miembros de la Organización de Pioneros con su uniforme en 1986.

La Organización de Pioneros (en rumano, Organizaţia Pionierilor; ver emblema) fue el movimiento de pioneros del Partido Comunista Rumano (PCR).
Fundada el 30 de enero de 1949, hasta 1966 funcionó como parte integrante de la Unión de la Juventud Comunista, después estuvo bajo el mando directo del Comité Central del PCR. El 70% de los chicos entre 9 y 14 años (aproximadamente 1,3 millones de jóvenes) pertenecían a los Pioneros hacia 1981. Con el derrocamiento de Nicolae Ceausescu en 1989, la organización fue prohibida con el resto del PCR. Aunque esta prohibición se levantó, los Pioneros no se han reorganizado.

## Organización
La organización interna se asemejaba a la de la Unión de la Juventud Comunista, participando en actividades de propaganda y formación de cuadros futuros para el PCR. Los Pioneros tenían una publicación: Cutezătorii. La Organización de Pioneros tenía a su cargo la orientación de los Halcones de la Patria.

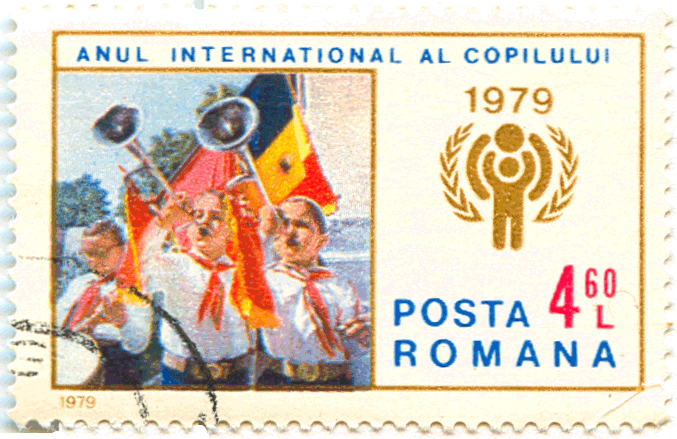
Estampilla con pioneros, en el Año Internacional de la Infancia.

Participaban jóvenes entre los ocho y catorce años. Dado que la mayoría de los estudiantes se unían junto con sus compañeros en segundo grado y continuaban siéndolo hasta octavo grado de la escuela primaria, el rango se amplió de siete a quince años en la práctica. 
Los Pioneros llevaban una pequeña bufanda roja triangular (con el triángulo sobre sus espaldas) con un borde exterior rojo-oro-azul exterior (el rojo era el color del Partido y el tricolor era por la bandera rumana). Ambos extremos de la bufanda se pasaron por un estrecho anillo de plástico transparente. A veces los Pioneros vestían su uniforme escolar en lugar del de la organización, cuando esto sucedía llevaban de todas maneras la bufanda distintiva.

## Actividades
Los Pioneros hacían campamentos de verano y otras actividades, como abrir centros de recreación en distintas partes del país. Por ejemplo, el Palacio de Cotroceni se convirtió en el Palacio de los Pioneros el 1 de junio de 1950.
Los premios que se otorgaban individualmente eran títulos que incluían listones: Pionero Líder (Pionier de frunte), El Más Valiente (Cutezătorul), Líder Pionero en Trabajo Patriótico (Pionier fruntaş în muncă patriotică), Mérito al Pionero (Meritul pionieresc). Se otorgaban las insignias en función de la actividad.
Los premio colectivos se otorgaban como diplomas y eran: Destacamento de Vanguardia (Unitate fruntaşă), Destacamento Líder (Detaşament fruntaş) y Grupo de Vanguardia (Grupă fruntaşă).
Los premios se otorgaban generalmente en la ceremonia de fin de año escolar.
Los Pioneros participaban de las grandes manifestaciones de masas: 23 de agosto (Día de la República), 1º de mayo (Día Internacional de los Trabajadores), 7 de noviembre (Aniversario de la Revolución Bolchevique), y, a partir de la década de 1950, los cumpleaños de V. I. Lenin (22 de abril) y José Stalin (18 de diciembre) y el Día de la Juventud (12 de agosto).
En años posteriores, de tres a cinco mil pioneros se entrenaban en Bucarest (7.000 en 1987), formándose todos los días durante un mes (dos horas por la mañana y dos por la noche) antes de ingresar al destacamento de la organización.

## Presidentes del Consejo Nacional de la Organización de Pioneros
- Traian Pop, (1966-1968)
- Virgiliu Radullian, (1968-1975)
- Constantin Boştină, (1975-1980)
- Mihai Hârjău, (1980-1983)
- Poliana Cristescu, (1985-1989)